# Gale Sondergaard
Gale Sondergaard (Lichtfield, Minnesota, 1899. február 15. – Woodland Hills, Kalifornia, 1985. augusztus 14.) Oscar-díjas amerikai színésznő. Az első volt, aki megkapta a legjobb női mellékszereplőnek járó Oscar-díjat. A harmincas, negyvenes években közkedvelt volt a gonosz karakterének megformálásában, például a Sherlock Holmes és a pókasszonyban.

## Élete

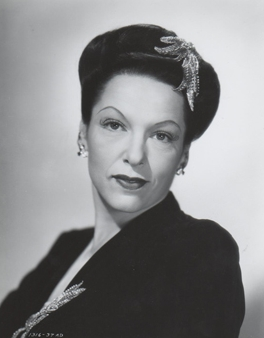
Sondergaard az 1940-es években

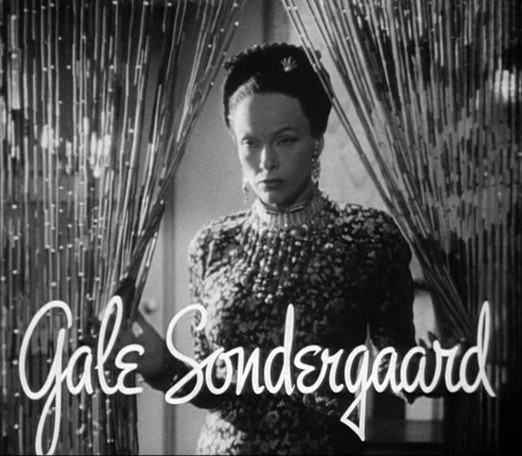
A levél című filmben

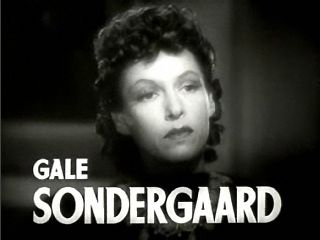
A Színiiskola előzetese

1899-ben született Litchfieldben, dán származású szülők gyermekeként. Két testvére volt, Ragni és Hester. Sondergaard apja a Minnesotai Egyetemen tanított, ő pedig színművészetet tanult. A húszas években már a Broadway színpadjára állhatott, 1922-ben pedig férjhez ment Neil O'Malleyhez. Első házassága azonban válással végződött 1930-ban. Második férjével, Herbert Biberman forgatókönyvíró-rendezővel, Hollywoodba költöztek, és Sondergaard elfogadta első filmes szerepét az Anthony Adverse-ben, amellyel rögtön meg is nyerte a legjobb női mellékszereplőnek járó Oscart. Ebben a beszédes nevű Faith Paleologue-ot, a behízelgő, állandóan mesterkedő házvezetőnőt játszotta, aki eléri, hogy úri nőként kezeljék.   
A házaspár két gyermeket fogadott örökbe: Joan Kirstine-t és Danny Hanst.
Sondergaard Hollywood első számú gonosz karakterévé lépett elő, szerepeit a negyvenes években ördögi, gonosz nők képezték, mint A Levél című filmben Bette Davisszel vagy a Sherlock Holmes és a pókasszonyban. Egy évben meghallgatást nyert az Óz a csodák csodája gonosz boszorkányának szerepére, de a rendező végül úgy döntött, hogy a boszorkánynak csúnyának kell lennie. Sondergaard elegáns külseje inkább illett Hófehérke mostohaanyjára, mint egy gonosz boszorkányéra, ezért megegyeztek, hogy ejtik Sondergaard szerepét. (A gonosz boszorkányt végül Margaret Hamilton formálta meg).
A világháború után Sondergaard és Biberman Amerika fekete listájára került sok más értelmiségi, polgári emberrel együtt, akit kommunistának véltek (lásd mccarthyzmus, Joe McCarthy szenátor). Sondergaard közel húsz évig nem szerepelhetett egyetlen filmben vagy darabban sem. 1966-ban elvesztette lányát, Joan Kirstine-t. Két évvel később kerülhetett a színésznő újra képernyőre. Rövid időre visszatért a színházba, és apró vendégszerepeket vállalt tévésorozatokban. 1985-ben hunyt el.

## Filmográfia
Szerepei a Broadwayn
- Strange Interlude (1928)
- Faust (1928)
- Major Barbara (1928-29)
- Karl and Anna (1929)
- Red Rust (1929-30)
- Alison's House (1931)
- American Dream (1933)
- Doctor Monica (1933)
- Invitation to a Murder (1934)
- Cue For Passion (1940)
- Goodbye Fidel (1980)

Filmjei
| Év   | Cím                                      | Szerep                             |
| ---- | ---------------------------------------- | ---------------------------------- |
| 1936 | Anthony Adverse                          | Faith                              |
| 1937 | Maid of Salem                            | Martha Harding                     |
| 1937 | Hetedik mennyország                      | Nana                               |
| 1937 | Zola élete                               | Lucie Dreyfus                      |
| 1938 | Az első ballépés                         | Doris Clandon                      |
| 1938 | Színiiskola                              | Madame Therese Charlot             |
| 1939 | Never Say Die                            | Juno Marko                         |
| 1939 | Juarez                                   | Eugénia francia császárné          |
| 1939 | Sons of Liberty                          | Rachel Salomon                     |
| 1939 | The Cat and the Canary                   | Miss Lu                            |
| 1939 | The Llano Kid                            | Lora Travers                       |
| 1940 | A kék madár                              | Tylette                            |
| 1940 | Kard és szerelem                         | Inez Quintero                      |
| 1940 | A levél                                  | Mrs. Hammond                       |
| 1941 | The Black Cat                            | Abigail Doone                      |
| 1941 | Paris Calling                            | Colette                            |
| 1942 | My Favorite Blonde                       | Madame Stephanie Runick            |
| 1942 | Enemy Agents Meet Ellery Queen           | Mrs. Van Dorn                      |
| 1943 | A Night to Remember                      | Mrs. Devoe                         |
| 1943 | Appointment in Berlin                    | Gretta Van Leyden                  |
| 1943 | Isle of Forgotten Sins                   | Marge Willison                     |
| 1943 | The Strange Death of Adolf Hitler        | Anna Huber                         |
| 1943 | Crazy House                              | Cameo (nem szerepelt a stáblistán) |
| 1944 | Sherlock Holmes és a pókasszony          | Andrea Spedding                    |
| 1944 | Follow the Boys                          | Önmaga                             |
| 1944 | Christmas Holiday                        | Mrs. Monette                       |
| 1944 | The Invisible Man's Revenge              | Lady Irene Herrick                 |
| 1944 | Gypsy Wildcat                            | Rhoda                              |
| 1944 | The Climax                               | Luise                              |
| 1944 | Enter Arsène Lupin                       | Bessie Seagrave                    |
| 1946 | The Spider Woman Strikes Back            | Zenobia Dollard                    |
| 1946 | Night in Paradise                        | Attossa királyné                   |
| 1946 | Anna és a sziámi király                  | Lady Thiang                        |
| 1946 | Abbott és Costello és a szellemek        | Emily                              |
| 1947 | Pirates of Monterey                      | Señorita De Sola                   |
| 1947 | Road to Rio                              | Catherine Vail                     |
| 1949 | Keleti oldal, nyugati oldal              | Nora Kernan                        |
| 1969 | Rabszolgák                               | New Orleans-i hölgy                |
| 1969 | It Takes a Thief (tévésorozat)           | Madame Olga Millard                |
| 1970 | A balfácán (Get Smart) (tévésorozat)     | Hester Van Hooten                  |
| 1970 | Savage Intruder                          | Leslie                             |
| 1970 | Tango (tévéfilm)                         |                                    |
| 1970 | The Best of Everything (tévésorozat)     | Amanda Key                         |
| 1971 | Night Gallery (tévésorozat)              | Abigail Moore                      |
| 1971 | The Bold Ones: The Lawyers (tévésorozat) | Mrs. Marley                        |
| 1973 | The Cat Creature (tévéfilm)              | Hester Black                       |
| 1974 | Medical Center (tévésorozat)             | Myra                               |
| 1974 | Nakia (tévésorozat)                      | Bert                               |
| 1974 | Police Story                             | Marge White                        |
| 1976 | Ryan's Hope (tévésorozat)                | Marguerite Beaulac                 |
| 1976 | Shunkawakan visszatér                    |                                    |
| 1976 | Hollywood on Trial                       | Önmaga                             |
| 1977 | Visions (tévésorozat)                    | Ora Drummond                       |
| 1978 | Centennial (minisorozat)                 | Augusta néni                       |
| 1981 | The Fall Guy (tévésorozat)               | Mrs. Jackson                       |
| 1983 | Echoes                                   | Mrs. Edmunds                       |

## Díjak és jelölések
Oscar-díj
- 1937: legjobb női mellékszereplő – Anthony Adverse
- 1947: legjobb női mellékszereplő (jelölés) – Anna és a sziámi király